# Marcel Schade
Marcel Schade (6 ottobre 1997) è un giocatore di football americano tedesco che gioca come wide receiver per gli Allgäu Comets.